# Gaston Chopard
Pour les articles homonymes, voir Chopard (homonymie).
Gaston Albert Chopard né à Paris le 21 septembre 1883 et mort dans la même ville le 19 décembre 1942 est un peintre, graveur et décorateur français. 

## Biographie
Gaston Chopard  naît  le 21 septembre 1883 dans le 3e arrondissement de Paris.
Peintre animalier et sociétaire du Salon d'automne, il expose du Salon des indépendants à partir de 1921 et au Salon des artistes français de 1927 à 1929 les toiles Sangliers, Daims (1927), Ours du Thibet (1928), Serpent et Coq bankiva.
Il participe aussi en 1934-1935 au Salon des Tuileries.
Il meurt le 19 décembre 1942 à son domicile parisien du 5e arrondissement.
En 1946, France illustration interroge à son sujet : « L'art du bon graveur Chopard, disparu sans bruit en 1942, et dont il faut signaler le métier, s'apparente à celui des maîtres verriers […]. Peut-on voir en Gaston Chopard le précurseur d'une renaissance de l'imagerie ? ».